# Elica Kostova
Elica Kostova (in bulgaro Елица Костова?; Kărdžali, 10 aprile 1990) è un'ex tennista bulgara.

## Carriera
Ha ottenuto i suoi migliori risultati nel circuito ITF, vanta sei successi nel singolare e sette nel doppio femminile. Ha fatto parte della squadra bulgara di Fed Cup con un totale di sedici successi a fronte di diciotto sconfitte.

## Statistiche ITF

### Singolare

#### Vittorie (6)
| Torneo $100.000 (1) |
| Torneo $80.000 (0)  |
| Torneo $75.000 (0)  |
| Torneo $60.000 (0)  |
| Torneo $50.000 (0)  |
| Torneo $25.000 (3)  |
| Torneo $15.000 (0)  |
| Torneo $10.000 (2)  |

| N. | Data             | Torneo                                                      | Superficie      | Avversaria in finale | Punteggio     |
| 1. | 22 giugno 2008   | Torneio Internacional de Ténis Cidade de Alcobaça, Alcobaça | Cemento         | Amanda Carreras      | 3-6, 6-2, 6-2 |
| 2. | 15 novembre 2009 | Open du Havre, Le Havre                                     | Terra rossa (i) | Sina Haas            | 6-0, 6-4      |
| 3. | 9 ottobre 2011   | Izida Cup, Dobrič                                           | Terra rossa     | Elena Bogdan         | 7-6(6), 6-2   |
| 4. | 22 giugno 2014   | Open GDF SUEZ Montpellier, Montpellier                      | Terra rossa     | Sofija Kovalec       | 7-5, 6-1      |
| 5. | 10 luglio 2016   | Europe Tennis Center Ladies Open, Budapest                  | Terra rossa     | Viktorija Tomova     | 6-0, 7-6(3)   |
| 6. | 2 giugno 2019    | Torneig Arcadi Manchón, Santa Margarida de Montbui          | Terra rossa     | Arina Rodionova      | 7-5, 6-3      |

#### Sconfitte (19)
| Torneo $100.000 (0) |
| Torneo $80.000 (0)  |
| Torneo $75.000 (0)  |
| Torneo $60.000 (1)  |
| Torneo $50.000 (3)  |
| Torneo $25.000 (10) |
| Torneo $15.000 (1)  |
| Torneo $10.000 (4)  |

| N.  | Data              | Torneo                                                         | Superficie  | Avversaria in finale | Punteggio           |
| 1.  | 19 aprile 2008    | ITF Women's Circuit Antalya-Belek, Adalia                      | Terra rossa | Michelle Gerards     | 2–6, 6–2, 6(3)–7    |
| 2.  | 1º dicembre 2008  | ITF Ciudad de Vinaros, Vinaròs                                 | Terra rossa | Conny Perrin         | 4-6, 2-6            |
| 3.  | 21 febbraio 2010  | Albufeira Ladies Open, Albufeira                               | Cemento     | Evelyn Mayr          | 4–6, 4–6            |
| 4.  | 4 luglio 2010     | Open Krys de Mont-de-Marsan, Mont-de-Marsan                    | Terra rossa | Petra Cetkovská      | 2–6, 2–6            |
| 5.  | 25 luglio 2010    | Open GDF SUEZ des Contamines-Montjoie, Les Contamines-Montjoie | Cemento     | Andrea Hlaváčková    | 5–7, 6–0, 4–6       |
| 6.  | 21 novembre 2010  | Configure Express Pro, Wellington                              | Cemento     | Erika Sema           | 2–6, 6–3, 4–6       |
| 7.  | 5 dicembre 2010   | William Loud Bendigo International, Bendigo                    | Cemento     | Tímea Babos          | 6-3, 3-6, 5-7       |
| 8.  | 13 febbraio 2011  | Vale do Lobo Ladies Open, Vale do Lobo                         | Cemento     | Alison Van Uytvanck  | 3-6, 6-4, 2-6       |
| 9.  | 3 luglio 2011     | Open Diputación Ciudad de Pozoblanco, Pozoblanco               | Cemento     | Eléni Daniilídou     | 3–6, 2–6            |
| 10. | 7 agosto 2011     | Empire Trnava Cup, Trnava                                      | Terra rossa | Yvonne Meusburger    | 6–0, 2–6, 0–6       |
| 11. | 14 agosto 2011    | Flanders Ladies Trophy Koksijde, Koksijde                      | Terra rossa | Kiki Bertens         | 2-6, 1-6            |
| 12. | 13 novembre 2011  | Femenino Ciudad de Benicarló, Benicarló                        | Terra rossa | Garbiñe Muguruza     | 6(3)-7, 7-6(4), 3-6 |
| 13. | 7 aprile 2013     | Open GDF SUEZ de Bourgogne, Digione                            | Cemento (i) | Kristina Barrois     | 3-6, 5-7            |
| 14. | 3 novembre 2013   | John Newcombe Women's Pro Challenge, New Braunfels             | Cemento     | Anna Tatišvili       | 4-6, 4-6            |
| 15. | 2 novembre 2014   | Jolie Ville Golf Women's, Sharm el-Sheikh                      | Cemento     | Margarita Gasparjan  | 3-6, 0-6            |
| 16. | 1º febbraio 2015  | Open GDF SUEZ 42, Andrézieux-Bouthéon                          | Cemento (i) | Margarita Gasparjan  | 4-6, 4-6            |
| 17. | 17 settembre 2017 | Lexus of Las Vegas Open, Las Vegas                             | Cemento     | Sesil Karatančeva    | 4-6, 6-4, 5-7       |
| 18. | 18 marzo 2018     | Forte Village International Tournament, Pula                   | Terra rossa | Başak Eraydın        | 4-6, 1-6            |
| 19. | 16 giugno 2019    | Zubr Cup, Přerov                                               | Terra rossa | Anhelina Kalinina    | 1-6, 6-4, 1-6       |

### Doppio

#### Vittorie (7)
| Torneo $100.000 (1) |
| Torneo $80.000 (0)  |
| Torneo $75.000 (0)  |
| Torneo $60.000 (1)  |
| Torneo $50.000 (0)  |
| Torneo $25.000 (5)  |
| Torneo $15.000 (0)  |
| Torneo $10.000 (0)  |

| N. | Data              | Torneo                                | Superficie  | Partner               | Avversarie                           | Punteggio         |
| 1. | 14 maggio 2011    | Zagreb Open, Zagabria                 | Terra rossa | Barbara Sobaszkiewicz | Ani Mijačika Ana Vrljić              | 1–6, 6–3, [12–10] |
| 2. | 10 giugno 2012    | Smart Card Open Monet+, Zlín          | Terra rossa | Jasmina Tinjić        | Verónica Cepede Royg Teliana Pereira | 4–6, 6–1, [10–8]  |
| 3. | 20 settembre 2013 | Open GDF SUEZ de Bretagne, Saint-Malo | Terra rossa | Florencia Molinero    | Kathinka von Deichmann Nina Zander   | 6-2, 6-4          |
| 4. | 16 luglio 2017    | Open 88 Contrexéville, Contrexéville  | Terra rossa | Anastasija Komardina  | Manon Arcangioli Sara Cakarevic      | 6–3, 6–4          |
| 5. | 14 ottobre 2017   | Óbidos Ladies Open, Óbidos            | Sintetico   | Jana Sizikova         | Georgia Brescia Alice Matteucci      | w/o               |
| 6. | 1º settembre 2018 | NEK Ladies Open, Budapest             | Terra rossa | Ulrikke Eikeri        | Dalma Gálfi Réka Luca Jani           | 2-6, 6-4, [10-8]  |
| 7. | 9 febbraio 2019   | Empire Women's Indoor, Trnava         | Cemento (i) | Elena Bogdan          | Michaela Honcová Ganna Poznichirenko | 7-5, 7-6(5)       |

#### Sconfitte (14)
| Torneo $100.000 (0) |
| Torneo $80.000 (0)  |
| Torneo $75.000 (0)  |
| Torneo $60.000 (2)  |
| Torneo $50.000 (1)  |
| Torneo $25.000 (9)  |
| Torneo $15.000 (1)  |
| Torneo $10.000 (1)  |

| N.  | Data              | Torneo                                                | Superficie  | Partner               | Avversarie                             | Punteggio         |
| 1.  | 21 novembre 2009  | Open Feminin 50, Équeurdreville-Hainneville           | Cemento (i) | Kinnie Laisné         | Elixane Lechemia Constance Sibille     | 4–6, 3–6          |
| 2.  | 6 aprile 2013     | Open GDF SUEZ de Bourgogne, Digione                   | Cemento (i) | Marina Šamajko        | Nicole Clerico Giulia Gatto-Monticone  | 4-6, 2-6          |
| 3.  | 20 maggio 2013    | Morocco Tennis Tour Rabat, Casablanca                 | Terra rossa | Sandra Zaniewska      | Justine Ozga Anna Zaja                 | 4-6, 2-6          |
| 4.  | 14 dicembre 2013  | Torneo Internacional Femenino Villa de Madrid, Madrid | Cemento     | Evgenija Rodina       | Demi Schuurs Eva Wacanno               | 1–6, 2–6          |
| 5.  | 13 giugno 2014    | Hechingen Ladies Open, Essen                          | Terra rossa | Ysaline Bonaventure   | Kristina Barrois Tatjana Maria         | 2-6, 2-6          |
| 6.  | 22 giugno 2014    | Open GDF SUEZ Montpellier, Montpellier                | Terra rossa | Hsu Chieh-yu          | Inés Ferrer Suárez Sara Sorribes Tormo | 6-2, 3-6, [10-12] |
| 7.  | 19 dicembre 2014  | Ankara Cup, Ankara                                    | Cemento (i) | Ol'eksandra Korašvili | Ekaterine Gorgodze Nastja Kolar        | 4-6, 6(5)-7       |
| 8.  | 13 settembre 2015 | Allianz Cup, Sofia                                    | Terra rossa | Kateřina Kramperová   | Sofia Šapatava Anastasyja Vasyl'eva    | 2-6, 2-6          |
| 9.  | 18 settembre 2015 | Izida Cup, Dobrič                                     | Terra rossa | Kateřina Kramperová   | Sofia Šapatava Anastasyja Vasyl'eva    | 2-6, 0-6          |
| 10. | 17 ottobre 2015   | Rock Hill Rocks Open, Rock Hill                       | Cemento     | Florencia Molinero    | Ema Burgić Bucko Renata Zarazúa        | 5-7, 2-6          |
| 11. | 12 agosto 2017    | AEGON GB Pro-Series Chiswick, Chiswick                | Cemento     | Katy Dunne            | Laura-Ioana Andrei Julia Wachaczyk     | 5–7, 5–7          |
| 12. | 26 agosto 2017    | Mençuna Cup, Artvin                                   | Cemento     | Jana Sizikova         | Gabriela Cé Ankita Raina               | 2-6, 3-6          |
| 13. | 3 novembre 2018   | Tevlin Women's Challenger, Toronto                    | Cemento (i) | Maja Chwalińska       | Sharon Fichman Maria Sanchez           | 0-6, 4-6          |
| 14. | 30 maggio 2019    | Torneig Arcadi Manchón, Santa Margarida de Montbui    | Cemento     | Samantha Murray       | Sofia Šapatava Emily Webley-Smith      | 4-6, 5-7          |